# تل کرسیان
تل کرسیان (به عربی: تل کرسیان) یک روستا در سوریه است که در ناحیه مرکزی معره‌النعمان واقع شده‌است. تل کرسیان ۴۹۳ نفر جمعیت دارد.